# Jérôme de Missolz
 (septembre 2023).
Si vous disposez d'ouvrages ou d'articles de référence ou si vous connaissez des sites web de qualité traitant du thème abordé ici, merci de compléter l'article en donnant les références utiles à sa vérifiabilité et en les liant à la section « Notes et références ».
 (septembre 2023).
Jérôme de Missolz, né le 8 octobre 1954 à Lyon (Rhône) et mort le 10 mars 2016 à Paris, est un auteur et réalisateur français.

## Parcours
Jérôme de Missolz fait des études de droit à Saint-Étienne et obtient une maîtrise en 1976. C'est à la maison de la culture de Saint-Étienne qu'il s'initie au cinéma, à l'aide d'une caméra 16 mm Pathé double super 8 et grâce à la récupération d'un peu de pellicule.

### Cinéma expérimental
Il déménage à Paris en 1977. Passionné par le cinéma expérimental, il entre à la Coopérative des Cinéastes. Il réalise ses premiers films expérimentaux, en super 8 et 16 mm, Promenade à travers la ville, Celluloid Heroes et Retro-perspectives nouvelles, et travaille comme chef-opérateur avec Lionel Soukaz, notamment sur son premier film, Race d'Ep. Durant cette époque de la fin des années 1980, il collabore à la revue Cinéma Différent, rentre à la coopérative du même nom créée par Marcel Mazé, et étend ses collaborations au niveau de l'image avec Jean-François Garsi, Martine Rousset, Gisèle et Luc Meichler. Il collabore par ailleurs avec le peintre Michel Potage et réalise avec lui Les Foules de ma tête. Puis il se lance dans un certain nombre de courts-métrages, H93 avec Nicole Deschaumes, Furie Rock, subventionné par le CNC, et Beau Bleu.
Il rédige pour les Éditions Diapason, entre 1975 et 1979, un catalogue de musique pop, répertoriant tous les groupes et disques importants de l'histoire du rock.
Il commence à réaliser des films industriels au début des années 1980 pour Thompson, IBM, Peugeot, Badoit etc., tout en continuant son travail personnel de cinéaste indépendant. Entrées de secours, réalisé sur plusieurs années, entre 1979 et 1983, dans des concerts punk, avec un procédé i/i super huit, gonflé par truca en 16 mm, lui vaut d'être sélectionné dans de nombreux festivals internationaux.
Il s'intéresse également à la scénographie image et crée avec Alain Lonchampt et Nicole Deschaumes des visuels pour des concerts de Michel Berger ou Eddy Mitchell. Puis il étend ses recherches au théâtre avec Jean-Louis Jacopin (L'Êve future de Villiers de L'Isle Adam pour le festival d'Avignon) et des expositions (« L'athlète dans les étoiles » à la Grande Halle de La Villette). Il collaborera aussi à des expériences de cinéma expanded intégrant des expressions musicales et de l'image en live, notamment avec le guitariste Jean-François Pauvros et le musicien et graphiste Matthew Földes.

### Documentaires
À partir de 1990, il se lance dans le cinéma documentaire. Jan Saudek - Prague Printemps 90, portrait du photographe tchèque lui vaut une dizaine de récompenses dans des festivals internationaux. Il enchaîne avec You'll never walk alone, en co-réalisation avec Evelyne Ragot sur les rapports de la classe ouvrière avec la musique à Liverpool, avant de s'embarquer avec Bernard Debord en 1993 avec une mission d'Amnesty International en Argentine et au Pérou.
En 1994, il réalise le portrait d'Yves Saint Laurent en collaboration avec Armelle Brusq, au travers d'un essai poétique tourné dans les maisons du grand couturier à Paris, Deauville, et Marrakech. Puis il s'attaque au photographe sulfureux Joel-Peter Witkin, en le suivant lors de séances de photo à Budapest, Sao Paulo et Albuquerque. Ce film recevra le prix de la création au Festival du Film d'art de Montréal.
Réalisé en collaboration avec Pierre Hodgson, Sur les rives de l'étang de Berre, en 1998, interroge pendant un an de tournage, la présence du Front National dans la région de Vitrolles et Marignane. 
En 2007, il réalise avec Floréal Klein un documentaire en cinéma direct sur la procréation médicalement assistée dans deux hôpitaux, en France et en Belgique, puis il se lance avec Marie Brunet-Debaines en 2011 dans un film sur une communauté orthodoxe, chez les Nénetses, en plein cœur de la toundra sibérienne.
En parallèle, il réalise avec le concours de l'Institut National de l'audiovisuel, Wild Thing, une saga très personnelle sur son rapport à la musique rock depuis son adolescence, multi-diffusé sur Arte.
En 2010, il signe le portrait du photographe anglais, David Bailey, Four beats to the bar and no cheating, présenté dans de nombreux festivals internationaux.
Il réalise en 2012 L'Imaginaire des drogues, une histoire de la drogue-culture, du Romantisme à nos jours, toujours pour la chaîne Arte.

### Fictions
En 1999, Jérôme de Missolz entreprend l'adaptation de l'ouvrage culte de Louis Calaferte, La Mécanique des femmes, avec pour comédiens principaux, Christine Boisson, Rémi Martin, Florence Denou, Florence Loiret Caille, Tina Aumont, Maëwen Le Besco et la chanteuse Amina, le film sort en 2000 en créant une certaine polémique.
En 2002, il réalise Zone Reptile, un téléfilm musical pour Arte, en retournant sur les lieux du documentaire qu'il avait réalisé autour de Vitrolles, sur le Front national. Il y raconte le processus de libération par la musique d'un adolescent, transfuge de Ziggy Stardust et Marilyn Manson.
En 2006, il se lance dans Sans Titre un essai sur la vie et l'œuvre de la photographe américaine Francesca Woodman, avec Florence Denou, Lou Castel, Caroline Baehr et Jacky Nercessian.
Ce film sort au cinéma dans un double programme sur la photographie au Reflet Médicis, intitulé Le Corps sublimé, dans lequel sont repris également les portraits de Saudek et Witkin, ainsi qu'un court-métrage expérimental i, réalisé à partir du journal d'un modèle amateur qui se fait photographier nue par de grands photographes.
En 2011, il réalise pour le compte de Love Streams Agnès b, un long métrage intitulé Des jeunes gens modernes, dans lequel il raconte le périple des « entristes », quatre jeunes artistes contemporains en quête de leurs racines dans la scène musicale des années 1980, qui se font vampiriser entre Paris, New York et Hong Kong par un intrigant fantôme, 69X69, alias Yves Adrien. Ce film sera sélectionné à la quinzaine des réalisateurs à Cannes, la même année, ainsi que dans de nombreux festivals internationaux.
Il meurt, victime d'une longue maladie, le 10 mars 2016.

## Filmographie
- 1976 : Promenade à travers la ville
- 1977 : Celluloid Heroes
- 1983 : Entrées de secours
- 1984 : H93
- 1988 : Furie Rock
- 1990 : Jan Saudek - Prague printemps 1990 (TV)
- 1990 : Beau Bleu
- 1992 : You'll Never Walk Alone (TV)
- 1993 : Chercheurs de disparus (TV)
- 1994 : La Machine mode
- 1994 : Joel-Peter Witkin - L'image indélébile (TV)
- 1994 : Agatha Christie, maîtresse du mystère (TV)
- 1995 : Yves Saint Laurent, tout terriblement (TV)
- 1995 : Le Flambe (TV)
- 1996 : I (comme Isabelle)
- 1996 : Fascisme, le retour (TV)
- 1996 : Nusrat Fateh Ali Khan, le dernier prophète (TV)
- 1997 : La Saga des Massey Ferguson (TV)
- 1998 : Sur les rives de l'Étang de Berre (TV)
- 1997 : La Saga des Massey Ferguson (TV)
- 2000 : La Mécanique des femmes (Cinéma)
- 2000 : Laurent Terzieff (TV)
- 2002 : Zone Reptile (TV)
- 2002 : Prague (TV)
- 2003 : Fred derrière le miroir (TV)
- 2003 : Chaplin Today: A King in New York (avec Jim Jarmush, TV)
- 2004 : Conjure (TV)
- 2004 : Roman et Erwan Bouroullec (TV)
- 2005 : Yohimbe Brothers (TV)
- 2006 : Four Walls (TV)
- 2006 : Sans titre
- 2007 : Le Corps sublimé
- 2008 : La Cigogne et l'éprouvette (TV)
- 2010 : Wild Thing, la folle histoire du rock (série TV)
- 2010 : David Bailey: Four Beats to the Bar and No Cheating (TV)
- 2010 : Wild Thing, la folle histoire du rock (TV)
- 2011 : Des jeunes gens modernes (Cinéma)
- 2011 : La Toundra des enfants perdus (TV)
- 2012 : Punkt (TV)
- 2014 : Drogue et Création. Une histoire des paradis artificiels (TV)